# SpaceX CRS-8

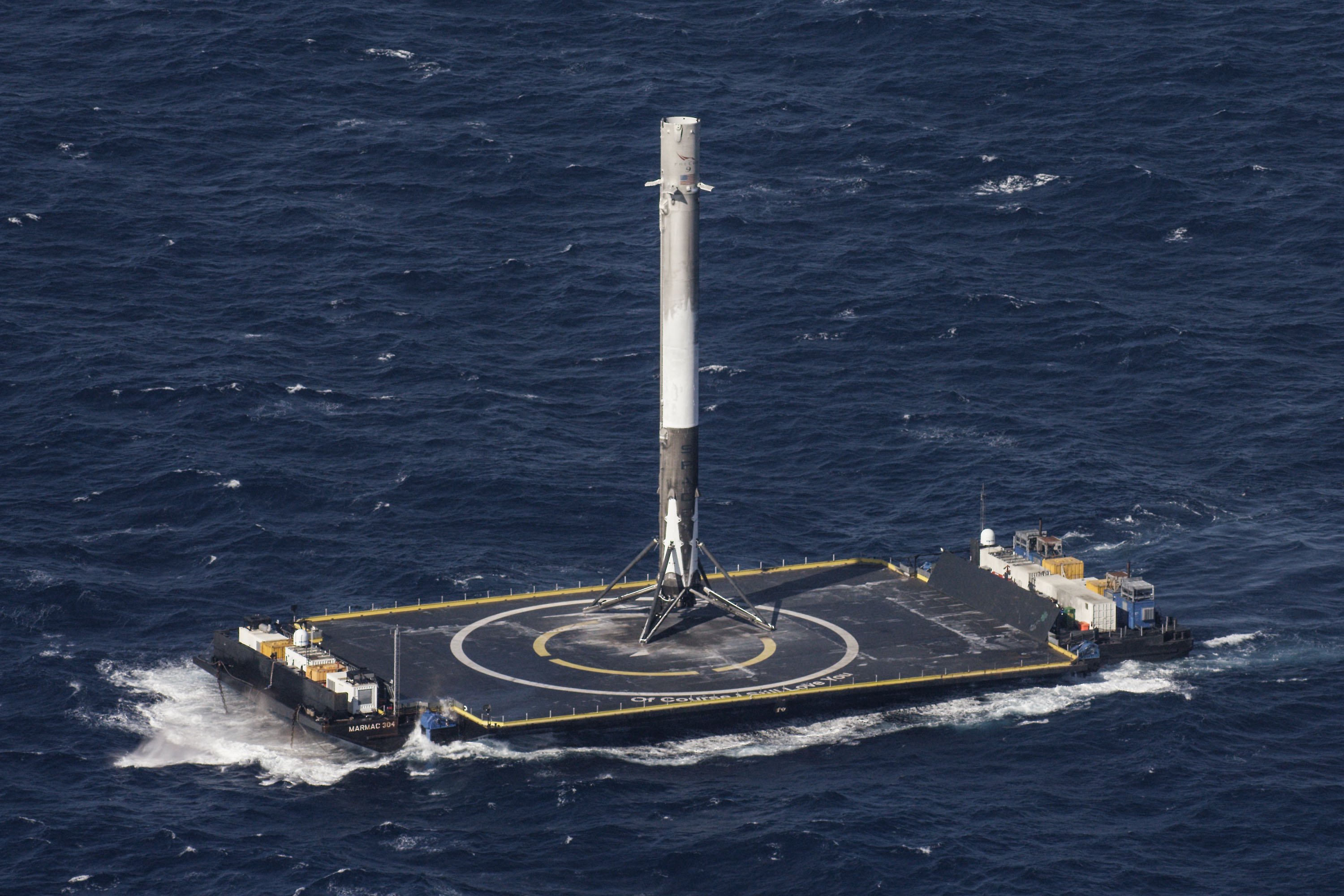
Primeiro estágio pousa em um plataforma-drone autônoma

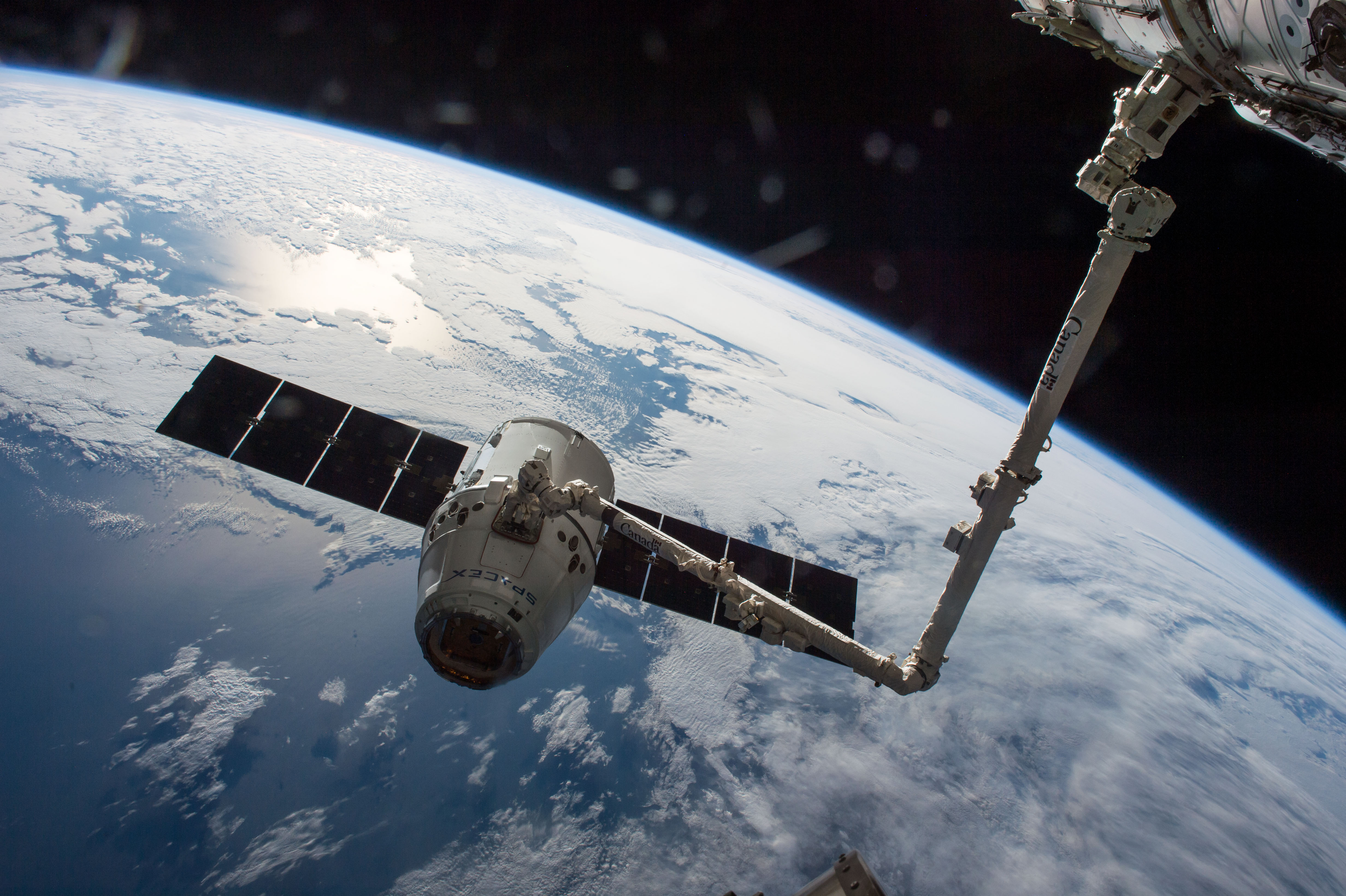
CRS-8 Dragon acoplado ao Canadarm da ISS.

SpaceX CRS-8, também conhecido como SPX-8, é uma missão de reabastecimento de carga para a Estação Espacial Internacional que foi lançada às 20:43 (Tempo Universal Coordenado) de 8 de Abril de 2016. Foi o décimo voo de uma nave espacial de carga Dragon e a oitava missão operacional contratada pela NASA para a SpaceX no âmbito do programa Commercial Resupply Services.
A cápsula transportou 3 100 quilogramas de carga para a EEI, incluindo o Bigelow Expandable Activity Module, um protótipo de habitat espacial inflável que vai ser ligado à estação por dois anos durante testes de viabilidade em órbita.
Depois de impulsionar a carga em seu caminho, o primeiro estágio do foguete entrou na atmosfera e pousou verticalmente na plataforma oceânica "Autonomous spaceport drone ship|Of Course I Still Love You]]" 9 minutos após a decolagem. Foi um marco histórico da SpaceX na busca para desenvolver foguetes reutilizáveis.